# Anette Sagen
Anette Sagen [anét zágn], norveška smučarska skakalka, * 10. januar 1985, Mosjøen, Norveška.
Anette Sagen je ena najboljših smučarskih skakalk vseh časov. Največje uspehe je dosegla še pred uvedbo svetovnega pokala za ženske. Med letoma 2005 in 2009 je nanizala pet zaporednih skupnih zmag na tedaj najmočnejšem skakalnem tekmovanju za ženske. Leta 2015 je končala z nastopi. 

## Tekmovalna kariera
Na mednarodnih skakalnih prireditvah se je prvič pojavila 11. in 12. januarja 2003 na tekmi FIS v Planici, ko je obakrat zmagala. V naslednjem letu dni se je izkazala na več tovrstnih tekmah in jih kar devet tudi dobila.
Veliko medijsko pozornost je dosegla leta 2004, ko je zavrnila priložnost skočiti na letalnici v Vikersundu, kljub temu da je bila rezultatsko mnogo boljša od drugih tekmovalk.

### Celinski pokal, 2004-12
Na tekmah kontinentalnega pokala je premierno nastopila 23. julija 2004 v ameriškem Park Citiju in zasedla drugo mesto. Leto dni kasneje, 16. januarja 2005 je na tekmi v Planici prvič zmagala. Na koncu te prve sezone tega tekmovanja za ženske je postala prva skupna zmagovalka. V seštevku je s 1020 točkami premočno slavila pred vsemi.
Nato je slavila še štirikrat zaporedoma, v sezonah 2005-06, 2006-07, 2007-08 in 2008-09. Torej je nanizala kar pet skupnih zmag v seriji. 
V sezoni 2005-06 je na osemnajstih tekmah zabeležila devet zmag, šest drugih in eno tretje mesto. Na preostalih dveh tekmah je bila obakrat četrta in to sta bila njena najslabša rezultata. V seštevku je s 1540 točkami slavila pred drugouvrščeno Lindsey Van, ki je zaostala za krepkih 381 točk.
Naslednjo sezono, 2006-07, je ponovno dobila vendar ne tako prepričljivo kot prejšnjo. Uspela je zmagati na sedmih tekmah, bila še po trikrat druga in tretja, najslabši rezultat pa je eno dvanajsto mesto. Na koncu je 1340 točk bilo dovolj za tretjo zaporedno skupno zmago.
V sezoni 2009-10 je bila v skupnem seštevku tretja, potem ko je dvakrat zmagala in bila še štirikrat druga in kar desetkrat tretja.
V tem obdobju je dosegla izjemnih 43 zmag, kasneje ko je tekmovala že na tekmah za svetovni pokal pa je dodala še nadaljnje tri. Vsega skupaj torej 46 zmag. 

### Bron na prvem svetovnem prvenstvu
Februarja 2009 je bilo prvič organizirano tekmovanje za skakalke v okviru nordijskega prvenstva. Pripravili so le tekmo posameznic in na njej je Anette zasedla tretje mesto in osvojila bronasto medaljo.

### Svetovni pokal, 2011-15
Nastopila je tudi na prvi ženski tekmi za svetovni pokal. To je bilo 3. decembra 2011 v Lillehammerju, ko je bila osma. V tem času so njeni rezultati že dokaj padli, sploh v primerjavi s preteklimi leti, toda še vedno se je bila sposobna uvrščati se med prvo deseterico in občasno tudi na oder za zmagovalke. V prvi sezoni 2011-12 je dosegla eno uvrstitev na stopničke in na koncu bila uvrščena na 6. mesto z 454 osvojenimi točkami.
Podobno je bilo v naslednji sezoni, ko je zabeležila tudi svojo edino zmago v svetovnem pokalu. To je bilo 6. januarja 2013 v Schonach-Schönwaldu. Na koncu je bila v seštevku sezone 2012-13 uvrščena na 5. mesto z osvojenimi 612 točkami kar je bil njen najboljši rezultat v svetovnem pokalu.

### Konec aktivnega nastopanja
Potem, ko je v zadnjih dveh sezonah rezultatsko močno nazadovala je ob koncu sezone 2014-15 sporočila, da zaključuje z aktivnim nastopanjem in s tem končuje svojo tekmovalno kariero. Tedaj je bila stara 30 let. 

## Dosežki v svetovnem pokalu

### Uvrstitve po sezonah
| Sezona  | Mesto | Točke |
| ------- | ----- | ----- |
| 2011-12 | 6.    | 454   |
| 2012-13 | 5.    | 612   |
| 2013-14 | 40.   | 48    |
| 2014-15 | 38.   | 22    |

### Zmage (1)
| Št. | Sezona  | Datum          | Mesto    | Skakalnica              | Velikost |
| --- | ------- | -------------- | -------- | ----------------------- | -------- |
| 1   | 2012-13 | 6. januar 2012 | Schonach | Langenwaldschanze HS106 | Srednja  |